# Regioni dell'Egitto
Le regioni dell'Egitto sono unità di suddivisione amministrativa dei governatorati. Sono in tutto 232.
Ce ne sono di due tipi, markaz e kism.
I markaz sono 167 e rappresentano solitamente raggruppamenti di villaggi in zone rurali.
I kism riguardano principalmente le città più grandi; alcune città sono formate anche da due o più kism.
All'interno delle regioni possono esserci ulteriori suddivisioni di vario tipo, come distretti e villaggi.